# 南盘江高原鳅
南盘江高原鳅（学名：Triplophysa nanpanjiangensis）为輻鰭魚綱鲤形目條鳅科高原鳅属的鱼类。在中国，分布于南盘江水系等，本魚體延長，口下位，下唇具皺褶，具觸鬚3對，側線完整，尾鰭叉形，體淡褐色，體側具有深色斑塊，頭部至尾鰭基部具很多的小深褐色的斑點; 背鰭與尾鰭鰭有小的褐色斑點。该物种的模式产地在沾益县的海家哨。体长可达9.4公分。

## 扩展阅读
維基物種上的相關：南盘江高原鳅